# 1992年バルセロナオリンピックのケニア選手団
1992年バルセロナオリンピックのケニア選手団（1992ねんバルセロナオリンピックのケニアせんしゅだん）は、1992年7月25日から8月9日にかけてスペインのカタルーニャ州バルセロナで開催された1992年バルセロナオリンピックのケニア選手団、およびその競技結果。

## 概要
今大会は金メダル2個、銀メダル4個、銅メダル2個の合計8個のメダルを獲得した。

## メダル
| メダル | 選手名                   | 競技 | 種目          |
| ------ | ------------------------ | ---- | ------------- |
| 金     | ウィリアム・タヌイ       | 陸上 | 男子800m      |
| 金     | マシュー・ビリル         | 陸上 | 男子3000m障害 |
| 銀     | ニクソン・キプロティッチ | 陸上 | 男子800m      |
| 銀     | ポール・ビトク           | 陸上 | 男子5000m     |
| 銀     | リチャード・チェリモ     | 陸上 | 男子10000m    |
| 銀     | パトリック・サング       | 陸上 | 男子3000m障害 |
| 銅     | サムソン・キトゥール     | 陸上 | 男子400m      |
| 銅     | ウィリアム・ムトゥール   | 陸上 | 男子3000m障害 |